# Głubczyce (gromada)
Głubczyce – dawna gromada, czyli najmniejsza jednostka podziału terytorialnego Polskiej Rzeczypospolitej Ludowej w latach 1954–1972.
Gromady, z gromadzkimi radami narodowymi (GRN) jako organami władzy najniższego stopnia na wsi, funkcjonowały od reformy reorganizującej administrację wiejską przeprowadzonej jesienią 1954 do momentu ich zniesienia z dniem 1 stycznia 1973, tym samym wypierając organizację gminną w latach 1954–1972.
Gromadę Głubczyce z siedzibą GRN w mieście Głubczycach utworzono 31 grudnia 1961 w powiecie głubczyckim w woj. opolskim z obszarów zniesionych gromad Bogdanowice i Grobniki w tymże powiecie.
1 stycznia 1969 do gromady Głubczyce włączono obszar zniesionej gromady Gołuszowice w tymże powiecie.
Gromada przetrwała do końca 1972 roku, czyli do kolejnej reformy gminnej.  1 stycznia 1973 w powiecie głubczyckim reaktywowano zniesioną w 1954 roku gminę Głubczyce.